# Eliete Cigarini
Eliete Cigarini, nome artístico de Eliete Cigarini Nakhle (São Paulo, 11 de fevereiro de 1963), é uma atriz brasileira.
Foi uma das fundadoras do Grupo de Teatro Boi Voador, nascido do Centro de Pesquisas Teatrais (CPT) de Antunes Filho, em 1984. Ao longo dos anos, ministrou aulas em diversas instituições profissionalizantes para atores e atualmente é professora de interpretação na Escola de Atores Wolf Maya.

## Teatro
A atriz iniciou a carreira profissional em 1984 ao fundar e presidir o Grupo de Arte Boi Voador, no C.P.T. , coordenado por Antunes Filho. Estreou no teatro em 1985 no espetáculo Velhos Marinheiros, de Jorge Amado, sob direção de Ulysses Cruz, que também a dirigiu em 1990 em Pantaleão e As Visitadoras, de Mario Vargas Llosa. Eliete Cigaarini atuou também nos espetáculos Giovanni, de James Baldwin (dir. Iacov Hillel); As Meninas, de Lygia Fagundes Telles, (dir. Paulo Moraes), e Tamara, de John Krizank, (dir. Roberto Lage) - indicação para o Prêmio Shell de Melhor Atriz. Atuou ainda em After Magritte, de Tom Stoppard, (dir. Ivan Feijó); O Diário de Anne Frank, de Frances Goodrich e Albert Hackett, (dir. Adriano Cypriano e Angela Barros). A atriz participou ainda de projetos teatrais dirigidos por Fauzi Arap, Zé Celso Martinez Correa, Gianni Ratto, José Possi Neto, José Rubens Siqueira, entre outros.
Em 2004, protagonizou o espetáculo Covardia, texto e direção de Gerson Steves. No ano seguinte, atuou no musical infantil Tistú, O menino do dedo verde, direção e adaptação de Kiko Mascarenhas. Em 2006, viajou pelo Brasil o espetáculo Chá de Setembro, do gaúcho Júlio Conte (dir. Marcos Cardelíquio) e em 2009 atuou na peça Desencontros Clandestinos, de Neil Simon e direção de Cecil Thiré. Atualmente está em cartaz desde setembro de 2013 com a peça "Tribos", direção de Ulysses Cruz, em que contracena com Antônio Fagundes e Bruno Fagundes.
Eliete Cigarini estreou em novelas em 1994, a convite do diretor Nilton Travesso, após tê-la visto atuar no espetáculo Tamara. Seu primeiro papel na TV foi Carmencita, em Éramos Seis. Ainda no SBT, selecionou e dirigiu os atores mirins e adolescentes das novelas Éramos Seis e As Pupilas do Senhor Reitor. Dirigiu testes de seleção dos apresentadores mirins para o programa Disney Club e atrizes mirins para a novela Chiquititas. Na seqüência, vieram Antônio Alves, Taxista  e A Justiça dos Homens. Antes, porém, de 1988 a 1993, apresentou o programa Saúde, na TV Cultura.
Em História de Ester, Eliete interpretou Rebecca, uma mãe que, acima de tudo, defendia o amor pela sua filha. Antes, esteve no seriado A Lei e o Crime, de Marcílio Moraes e em Amor e Intrigas, da Rede Record, onde viveu Adelaide Prado, uma socialite solteira que vivia com o casal de sobrinhos Gustavo (Leo Rosa) e Alexandra (Francisca Queiroz). Amor e Intrigas foi o quarto trabalho de Eliete na casa e o segundo personagem em que atuou como tia da atriz Francisca Queiroz – a primeira vez foi em Roda da Vida, exibida também pela Rede Record, em 2001. Também na Record, Eliete participou de Alta Estação (2006), em que interpretou Bianca, mineira bem sucedida, casada com Olavo (Roberto Pirillo) e mãe de Bárbara (Ariela Massoti). E, em 1999, a atriz interpretou a malvada carcereira Aracy, em Louca Paixão.
| Ano  | Título                                        | Direção                          |
| ---- | --------------------------------------------- | -------------------------------- |
| 1984 | Velhos Marinheiros                            | Ulysses Cruz                     |
| 1985 | Roda Viva                                     | José Celso Martinez Corrêa       |
| 1986 | Giovanni                                      | Iacov Hillel                     |
| 1988 | As Meninas                                    | Paulo Moraes                     |
| 1990 | Pantaleão e as Visitadoras                    | Ulysses Cruz                     |
| 1992 | Tamara                                        | Roberto Lage                     |
| 1993 | Chapeuzinho Adormecida no País das Maravilhas | Mira Haar                        |
| 1994 | After Magritte                                | Ivan Feijó                       |
| 1995 | Anne Frank                                    | Adriano Cypriano e Angela Barros |
| 1998 | Peep Show                                     | Mauricio Moraes                  |
| 2004 | Covardia                                      | Gerson Steves                    |
| 2005 | Tistú, O menino do dedo verde                 | Kiko Mascarenhas                 |
| 2006 | Chá de Setembro                               | Marcos Cardelíquio               |
| 2007 | A Lua Sobre o Tapete                          | Olair Coan                       |
| 2008 | Desencontros Clandestinos                     | Cecil Thiré                      |
| 2009 | O Círculo Pagão de Ricardo Reis               | Eliete Cigarini                  |
| 2009 | A Aurora da Minha Vida                        | Bárbara Bruno                    |
| 2011 | Pira, Pirandello, Pira!                       | Bárbara Bruno                    |
| 2013 | Tribos                                        | Ulysses Cruz                     |
| 2016 | My Fair Lady                                  | Jorge Takla                      |
| 2019 | Divórcio                                      | Otávio Martins                   |

## Televisão
“Eliete me encantou como atriz pela nobreza de sua interpretação no espetáculo Tamara e isso fez com que eu não a tirasse da minha cabeça. Eu tinha a obrigação de levá-la para a televisão, como fiz. O talento dela não poderia ficar apenas no teatro, precisava ser levado a um público maior. É uma atriz extraordinária tanto pelo seu talento, quanto por sua disciplina e caráter. Tenho muita admiração e respeito por ela”.
(Nilton Travesso, diretor de TV, atualmente na direção do programa Saia Justa)
Eliete Cigarini estreou em novelas em 1994, a convite do diretor Nilton Travesso, após tê-la visto atuar no espetáculo Tamara. Seu primeiro papel na TV foi Carmencita, em Éramos Seis. Ainda no SBT, selecionou e dirigiu os atores mirins e adolescentes das novelas Éramos Seis e As Pupilas do Senhor Reitor. Dirigiu testes de seleção dos apresentadores mirins para o programa Disney Club e atrizes mirins para a novela Chiquititas. Na seqüência, vieram Antônio Alves, Taxista  e A Justiça dos Homens. Antes, porém, de 1988 a 1993, apresentou o programa Saúde, na TV Cultura.
Em História de Ester, Eliete interpretou Rebecca, uma mãe que, acima de tudo, defendia o amor pela sua filha. Antes, esteve no seriado A Lei e o Crime, de Marcílio Moraes e em Amor e Intrigas, da Rede Record, onde viveu Adelaide Prado, uma socialite solteira que vivia com o casal de sobrinhos Gustavo (Leo Rosa) e Alexandra (Francisca Queiroz). Amor e Intrigas foi o quarto trabalho de Eliete na casa e o segundo personagem em que atuou como tia da atriz Francisca Queiroz – a primeira vez foi em Roda da Vida, exibida também pela Rede Record, em 2001.
Também na Record, Eliete participou de Alta Estação (2006), em que interpretou Bianca, mineira bem sucedida, casada com Olavo (Roberto Pirillo) e mãe de Bárbara (Ariela Massoti). E, em 1999, a atriz interpretou a malvada carcereira Aracy, em Louca Paixão.
Em 2005, Eliete participou do seriado Carga Pesada, na Rede Globo. No mesmo ano, esteve na série teen Malhação, onde viveu a correspondente internacional Laura, mãe de Bernardo, interpretado por Thiago Rodrigues. Na seqüência, gravou para o projeto Senta Que Lá Vem Comédia, da TV Cultura, o espetáculo Fulaninha e Dona Coisa, de Nöemi Marinho. Em 2003 atuou em A Pequena Travessa, no SBT. Um ano antes, participou, pela primeira vez, de Malhação e, na mesma emissora, em 2000, esteve no ar em Laços de Família, de Manoel Carlos, onde interpretou Silvia, mulher de Pedro (José Mayer).
| Ano  | Título                 | Personagem                         | Emissora    |
| ---- | ---------------------- | ---------------------------------- | ----------- |
| 1994 | Éramos Seis            | Carmencita                         | SBT         |
| 1996 | Antônio Alves, Taxista | Tereza                             | SBT         |
| 1999 | Louca Paixão           | Aracy Bandeira                     | Rede Record |
| 2000 | Laços de Família       | Sílvia de Lacerda                  | Rede Globo  |
| 2001 | Roda da Vida           | Camila                             | Rede Record |
| 2001 | Malhação               | Helena                             | Rede Globo  |
| 2003 | Pequena Travessa       | Fernanda                           | SBT         |
| 2005 | Malhação               | Laura                              | Rede Globo  |
| 2005 | Fulaninha e Dona Coisa | Dona Coisa                         | TV Cultura  |
| 2005 | Carga Pesada           | (Participação especial)            | Rede Globo  |
| 2006 | Alta Estação           | Bianca Carvalho                    | Rede Record |
| 2007 | Amor e Intrigas        | Adelaide Prado                     | Rede Record |
| 2009 | A Lei e o Crime        | Maria José (Participação especial) | Rede Record |
| 2010 | A História de Ester    | Rebecca                            | Rede Record |
| 2011 | Vidas em Jogo          | psicóloga                          | Rede Record |
| 2012 | Máscaras               | Nair Silva Fael                    | Rede Record |
| 2013 | José do Egito          | Grande Sacerdotisa                 | Rede Record |

## Cinema
No cinema, participou em 2003 do média-metragem sob direção de João Batista de Andrade, Por um Fio, ao lado de Tarcísio Filho e Flávia Alessandra. Atuou também nos curtas-metragens Até a Eternidade, direção de Luiz Vilaça, Sangue, Melodia..., roteiro e direção de Adilson Tokita, e Feito para não Doer, de Caetano Gajardo. Besame Mucho (1987), direção de Francisco Ramalho Jr., foi seu primeiro longa-metragem. Em 2005, fez o longa-metragem Canta Maria, também sob a direção de Francisco Ramalho Jr., ao lado de Vanessa Giácomo e Marco Ricca.

## Prêmios e indicações
- Indicada ao Prêmio Shell de Melhor Atriz pela peça Tamara.

- Com a peça Chapeuzinho Adormecida no País das Maravilhas, recebeu o Prêmio APETESP de Melhor Atriz e foi indicada ao Prêmio Mambembe.

## Curiosidades
Antes de iniciar sua carreira em novelas, fez mais de 250 comerciais e diversas locuções, fazendo spots para rádio.[carece de fontes?]
Foi a única atriz brasileira a fazer um comercial ao lado do ator Antonio Bandeiras, para Palmolive, gravado no Canadá. Escolhida a partir de uma rigorosa seleção, selecionada entre milhares de atrizes, Eliete Cigaarini foi para Vancouver filmar o comercial.[carece de fontes?]
Em Louca Paixão, exibida também pela TV Record, a atriz engordou 10 kg para viver a personagem Aracy.[carece de fontes?]